# Pseudobutyrivibrio ruminis
Pseudobutyrivibrio ruminis es una especie de bacteria del género Pseudobutyrivibrio. Fue descrita en el año 1996, es la especie tipo. Su etimología hace referencia al rumen. Se describe como gramnegativa, aunque tal vez sea grampositiva con una pared fina, como otras bacterias de la misma familia. Es anaerobia estricta y móvil por flagelo polar o subpolar. Tiene un tamaño de 0,3-0,5 μm de ancho por 1-3 μm de largo. Forma colonias convexas y opacas. Crece bien a 39 °C pero no a 22 o 45 °C. Se ha aislado del rumen de ganado. 